# Ernst von Glasersfeld

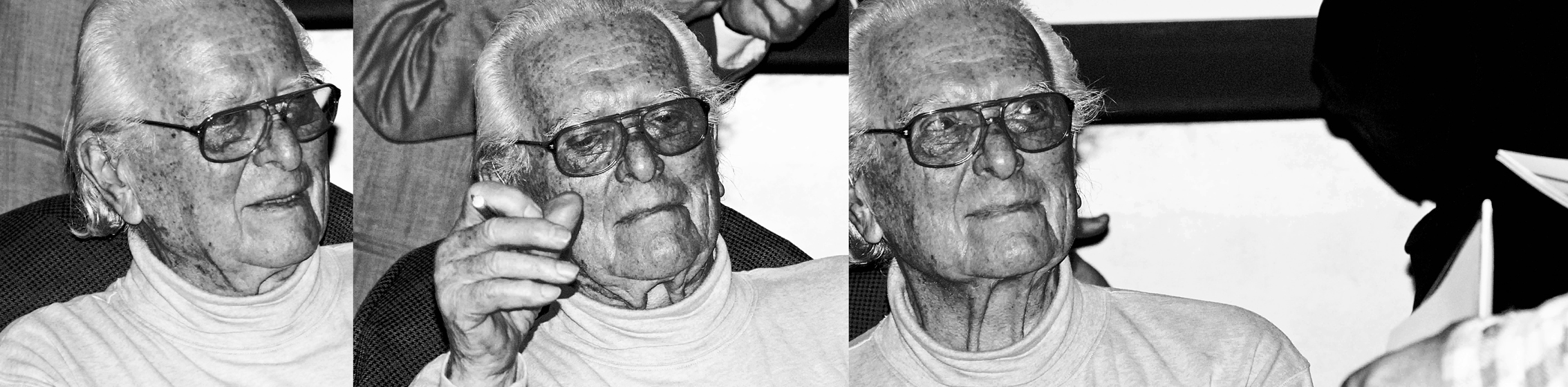
Ernst von Glaserfeld (2008)

Ernst von Glasersfeld (* 8. März 1917 in München; † 12. November 2010 in Leverett, Franklin County, Massachusetts) war Philosoph, Kommunikationswissenschaftler und gilt mit Heinz von Foerster als Begründer der erkenntnistheoretischen Schule des Radikalen Konstruktivismus. Er prägte maßgeblich den Begriff der Viabilität, der ein zentrales Konzept seiner konstruktivistischen Theorie darstellt.

## Leben
Ernst von Glasersfeld wurde 1917 in München als Sohn einer österreichischen Familie geboren, während sein Vater dort im diplomatischen Dienst tätig war. Nach dem Ersten Weltkrieg ließen sich seine Eltern in Südtirol nieder.

Glasersfeld wuchs dreisprachig auf (deutsch, englisch, italienisch) und lernte im Schweizer Lyceum Alpinum Zuoz eine vierte Sprache (französisch). Er selbst sagte von sich, dass er nicht eine, sondern mehrere Muttersprachen habe. Mit einer Muttersprache sei man derart verbunden, dass 
„die Art und Weise in der diese Sprache die Erlebniswelt aufteilt, ordnet und beschreibt, selbstverständlich der wirklichen Wirklichkeit entspricht. Je tiefer ein Denker in seiner Muttersprache verankert ist, um so schwerer ist es für ihn, die Möglichkeit in Betracht zu ziehen, dass andere die Welt auf andere Weise sehen, kategorisieren und somit erkennen könnten.“ 
Ihn selbst habe die Mehrsprachigkeit genau davor bewahrt und ihm die Einsicht ermöglicht, dass es verschiedene Wirklichkeiten gibt (vgl. dazu die Sapir-Whorf-Hypothese: Die Struktur der Welt wird durch die Muttersprache geprägt). Die Entwicklung des Radikalen Konstruktivismus führt er später maßgeblich auf diese Erkenntnis zurück.

### Studium in Zürich und Wien
Nach dem Schulabschluss studierte er Mathematik in Zürich, musste aber, weil der Vater das Studium in der Schweiz nicht länger finanzieren konnte, bereits nach einem Semester nach Wien zurückkehren und sein Studium dort fortsetzen. Hier beschäftigte er sich mit den Arbeiten von Sigmund Freud – vor allem mit dessen Traumdeutung – und mit Ludwig Wittgenstein und dessen Tractatus logico-philosophicus. Im Satz 2.223 heißt es dort: „Um zu erkennen, ob ein Bild wahr oder falsch ist, müssen wir es mit der Wirklichkeit vergleichen.“ Konfrontiert mit dieser Aussage wurde Glasersfeld schlagartig klar, dass dies nicht möglich ist, weil man dazu über einen unmittelbaren Zugang zur Realität verfügen müsste, der jenseits der eigenen Erfahrung liegt: „Ich verstand, daß es Dinge gab, die man in der einen Sprache sagen und für wahr halten und die man dennoch nicht in eine andere Sprache übersetzen konnte.“

### Skilehrer in Australien
Der Anschluss Österreichs durch die Nationalsozialisten setzte seiner akademischen Karriere ein vorläufiges Ende. Um den „Nazis in Gängen und Vorlesungsräumen“ auszuweichen, nahm er schon 1937 – noch vor Ende des zweiten Semesters – einen Winterjob als Skilehrer in Australien an. Während dieser Zeit nahm er auch an Wettkämpfen teil und wurde erster australischer Abfahrtsmeister. Als Skilehrer merkte er schnell, dass man Kindern das Skifahren nicht erklären kann. Sie lernen durch Beobachtung und kopieren den Fahrstil des jeweiligen Skilehrers. Später denkt er darüber nach, wie „unbewußte visuelle Eindrücke in eigene motorische Programme übersetzt werden. Es muß also im Nervensystem Muster geben, die sowohl in der Wahrnehmung als auch im motorischen Netzwerk funktionieren können.“ In Australien lernte er seine Ehefrau Isabel kennen, eine Australierin mit britischer Mutter, mit der er gemeinsam kurz vor Kriegsbeginn nach Europa zurückkehrte.

### Emigration nach Irland
Da Österreich mittlerweile an das nationalsozialistische Deutsche Reich angeschlossen worden war, entschied Glasersfeld sich gegen eine Rückkehr nach Wien und emigrierte über Italien und Frankreich nach Irland. Während des Zweiten Weltkrieges arbeitete er dort als Farmer. Er nahm die irische Staatsbürgerschaft an und beschäftigte sich gemeinsam mit Freunden intensiv mit den Werken von James Joyce (Finnegans Wake), Giambattista Vico und George Berkeley. Vico und Berkeley vertreten die Auffassung, dass die Wahrnehmung und das Verstehen der Welt nicht einfach eine passive Reflexion der objektiven Realität sind, sondern dass sie aktiv vom Subjekt geformt werden. Diese Lektüren führten Glasersfeld weiter in die Richtung der subjektiven Konstruktion.

### Verbindung zur Italienischen Operativen Schule
Nach dem Krieg zog er nach Südtirol, wo er im Gaudententurm in Partschins bei Meran wohnte. Er arbeitete als Journalist und schrieb gelegentlich Beiträge für die regionale Wochenzeitschrift Der Standpunkt. Während eines Aufenthalts am Gardasee lernte er den Philosophen und Linguisten Silvio Ceccato kennen, der sich mit Theorien der Semantik beschäftigte und 1946 die Italienische Operative Schule (Scuola Operativa Italiana) gründete, eine interdisziplinäre Forschungsgruppe deren gemeinsames Interesse darin bestand, Kognition und Sprache in Bezug auf mentale Operationen zu untersuchen. Ceccato gründete 1949 die wissenschaftliche Zeitschrift Methodos für Sprachanalyse und Logik, die eng mit der Gruppe verbunden war. Glasersfeld übernahm die Übersetzung ausgewählter Beiträge und arbeitete in den folgenden Jahren als Fachjournalist für Methodos. 1959 wurde Glasersfeld Forschungsassistent am von Silvio Ceccato neu gegründeten „Zentrum für Kybernetik“ an der Universität Mailand, wo er ein Projekt zur maschinellen Sprachübersetzung leitete. Das Projekt verschaffte ihm die Bekanntschaft mit mehreren führenden Vertretern des noch jungen Forschungsgebiets der Kybernetik, darunter auch Gordon Pask. Eine enge Freundschaft verband ihn später auch mit Warren McCulloch und Heinz von Foerster.

### Forschung und Lehre in den USA
1966 zog er in die USA, wo er in Athens (Georgia) die Leitung eines Projekts der US Air Force übernahm, das sich mit computergestützter Linguistik beschäftigte. Als Präsident Richard Nixon eine Reihe von Forschungsprojekten beendete – darunter auch das von Glasersfeld – wurden die Wissenschaftler aus seiner Gruppe von der Universität von Georgia übernommen. 1969 starb seine Frau Isabel an einer Embolie. 1970 wurde Glasersfeld Professor für kognitive Psychologie an der University of Georgia – eine Stelle, die er bis 1987 innehatte.
In den späten 1960er-Jahren wurde Glasersfeld von dem führenden US-amerikanischen Primatologen Ray Carpenter angesprochen, um an der Erforschung der Kommunikationsfähigkeit von Schimpansen mitzuwirken. Zusammen mit Piero Pisani entwickelte er die Kunstsprache Yerkish, die Schimpansen mithilfe einer Tastatur erlernen sollten. Das Projekt begann Anfang der 1970er Jahre am Yerkes National Primate Research Center mit der Schimpansin Lana. Glasersfeld zog sich jedoch bald zurück, da die stark behavioristische Ausrichtung der Experimente im Widerspruch zu seinem konstruktivistischen Ansatz stand. 1974 erhielt er die amerikanische Staatsbürgerschaft.
Ein entscheidender Faktor für die Weiterentwicklung von Glasersfelds Arbeit und die Entstehung des Radikalen Konstruktivismus war seine Auseinandersetzung mit den Werken des Schweizer Entwicklungspsychologen Jean Piaget in jener Zeit. Persönlich hat Glasersfeld Piaget nie kennengelernt. Dennoch war dessen konstruktivistischer Ansatz einer genetischen Epistemologie ein wichtiger Impuls für die weitere Entwicklung von Glasersfelds eigenen Theorien.
Mit dem ebenfalls von Piaget beeinflussten Psychologen Leslie Steffe widmete sich Glasersfeld ab Mitte der 1970er Jahre Untersuchungen zur Entwicklung von Zahlenbegriffen bei Kindern. Die Arbeitsgruppe, der auch Paul Cobb und Patrick Tompson angehörten, entwickelten ein Modell, das erklärt „was Kinder möglicherweise tun, um den Begriff der Zahl und die Grundoperationen der Arithmetik zu erwerben.“ Gemeinsam führten sie Lehrexperimente im mathematischen Unterricht an Schulen durch. Im Zentrum stand dabei die „spontane Art und Weise, wie die Kinder die einzelnen Probleme angehen, … die Mathematik der Kinder“.
1978 lernte er in San Francisco den ebenfalls aus Österreich stammenden Paul Watzlawick kennen, der eine wichtige Rolle bei der Verbreitung des Radikalen Konstruktivismus spielte.

### Emeritierung
Seit seiner Emeritierung 1987 war er mehrere Jahre bei Jack Lochhead Scientific Reasoning Research Institute, Physics Department, University of Massachusetts tätig. Er starb 2010 an Pankreaskrebs.

## Nachlass
Das Ernst-von-Glasersfeld-Archiv, Teil des Forschungsinstituts Brenner-Archiv an der Universität Innsbruck betreut den wissenschaftlichen Nachlass und organisiert die Ernst-von-Glasersfeld-Lectures. Nachlassverwalter sind Theo Hug und Josef Mitterer.

## Auszeichnungen
- 1991: Warren McCulloch Memorial Award der American Society for Cybernetics
- 1997: Ehrendoktorat der Universität Klagenfurt
- 2002: Reconnaissance du mérite scientifique der Université du Québec in Montreal
- 2005: The Wiener Gold Medal of the American Society for Cybernetics
- 2005: Gregory-Bateson-Award des Heidelberger Institutes für systemische Forschung e. V.
- 2007: Die Zeitschrift Constructivist Foundations ehrte Glasersfeld zu seinem 90. Geburtstag mit einer Festschrift.
- 2008: Österreichische Ehrenkreuz für Wissenschaft und Kunst I. Klasse
- 2008: Ehrendoktorat der Universität Innsbruck[6]
- 2009: Ehrenmedaille der Stadt Wien in Gold
- 2017: Radikaler Konstruktivismus – Vergangenheit, Gegenwart und Zukunft, internationale Tagung an der Universität Innsbruck zu von Glaserfelds 100. Geburtstag[21]

## Werke
- Radikaler Konstruktivismus. Ideen, Ergebnisse, Probleme. In: Suhrkamp-Taschenbuch Wissenschaft. Band 1326. Suhrkamp, Frankfurt am Main 1997, ISBN 3-518-28926-8 (Originaltitel: Radical Constructivism. Übersetzt von Wolfram K. Köck).
- Konstruktion der Wirklichkeit und des Begriffs der Objektivität. In: Lorenz Engell et al. (Hrsg.): Kursbuch Medienkultur. Die maßgeblichen Theorien von Brecht bis Baudrillard. 3. Auflage. DVA, Stuttgart 2000, ISBN 3-421-05310-3, S. 348–371.
- Wissen, Sprache und Wirklichkeit. Arbeiten zum radikalen Konstruktivismus. In: Wissenschaftstheorie, Wissenschaft und Philosophie. Band 24. Vieweg, Braunschweig / Wiesbaden 1987, ISBN 3-528-08598-3 (books.google.de – autorisierte deutsche Fassung von Wolfram K. Köck).
- Über Grenzen des Begreifens. Benteli, Bern 1996, ISBN 3-7165-1004-1.
- Wege des Wissens. Konstruktivistische Erkundungen durch unser Denken. 1. Auflage. Carl-Auer-Systeme, Heidelberg 1997, ISBN 3-89670-004-9 (Herausgegeben und mit einem Vorwort von Hans Rudi Fischer).
- Willibald Dörfler, Josef Mitterer (Hrsg.): Ernst von Glasersfeld. Konstruktivismus statt Erkenntnistheorie. Drava-Verlag, Klagenfurt 1998, ISBN 3-85435-302-2.
- mit Heinz von Foerster: Wie wir uns erfinden. Eine Autobiographie des radikalen Konstruktivismus. Hrsg.: Hans Rudi Fischer. Carl-Auer-Verlag, Heidelberg 2007, ISBN 978-3-89670-580-8 (Erstausgabe:  1999).
- Unverbindliche Erinnerungen. Skizzen aus einem fernen Leben. Folio-Verlag, Wien / Bozen 2008, ISBN 978-3-85256-401-2.
- Konstruktivistische Diskurse. In: Institut für Empirische Literatur- und Medienforschung [LUMIS] (Hrsg.): Lumis Schriften. Nr. 2. Siegen 1984 (uni-siegen.de [PDF; 978 kB]).

### Audio-CD
- Zwischen den Sprachen. Eine persönliche Geschichte des Radikalen Konstruktivismus. Konzeption/Regie: Klaus Sander. Erzähler: Ernst von Glasersfeld. supposé, Köln 2005, ISBN 978-3-932513-63-3

### Sekundärliteratur
- Hugh Gash, Alexander Riegler (Hrsg.): Commemorative Issue for Ernst von Glasersfeld. Sonderausgabe von Constructivist Foundations. 6(2), 2011, S. 135–253. (online auf: univie.ac.at)

## Zitate
Eine kurze Liste der Bedeutungen, die dem Wort „Wahrheit“ zugeschrieben werden:
- Realisten möchten etwas „wahr“ nennen, wenn es mit der Realität übereinstimmt
- Pragmatisten, wenn es sich bewährt
- Kohärenztheoretiker, wenn es mit der umfassenden Theorie vereinbar ist
- und Konstruktivisten sollten das Wort vermeiden, es sei denn in alltäglichen Kontexten, wo es nicht mehr und nicht weniger bedeutet, als daß etwas gestern Gesagtes heute ohne wesentliche Änderung wiederholt wird[22]